# Petar Cucić
Petar Cucić (serb. Петар Цуцић, ur. 18 marca 1935, zm. 5 sierpnia 2013 w Somborze) – jugosłowiański zapaśnik walczący w stylu klasycznym. Olimpijczyk z Tokio 1964, gdzie odpadł w eliminacjach w kategorii do 97 kg.
Złoty medalista igrzysk śródziemnomorskich w 1963 i brązowy w 1971 roku.